# Pride of Lions (film)
Pride of Lions (The Dependables) é un film canadese del 2014 diretto da Sidney J. Furie.

## Trama
Alcuni ex militari in pensione ricevono l'incarico di trovare alcuni dei loro nipoti diventati soldati che sono stati rapiti in Afghanistan.